# Yenan Bryceson
Yenan Troi Bryceson, född 1 september 1976, är en professor i translationell immunologi vid Karolinska Institutet. Han installerades som professor i Oktober 2020.

## Biografi
Yenan Bryceson växte upp i östra Afrika och Norge, varefter han studerade molekylärbiologi vid Oslo universitet och avlade masterexamen år 2000. Därefter disputerade han 2008 vid Karolinska Institutet med en avhandling om mekanismerna för cytotoxisk aktivering av naturliga mördarceller. Hans forskning har därefter fokuserat på naturliga mördarceller och cytotoxiska T-celler där han bland annat har letat efter hittills okända mutationer som orsakar redan kända eller beskrivna sjukdomar, för att bana vägen för nya terapier, med ett särskilt fokus på medfödd immunbristsjukdom.
Bryceson har deltagit i över 180 vetenskapliga publikationer som har citerats över 7 000 gånger.

## Utmärkelser
- 2014 - Wallenberg Academic Fellow[4]
- 2018 - Göran Gustafssonpriset i medicin, personligt pris på 250 000 och forskningsanslag om 4,5 miljoner kronor, för "sina framstående studier av cytotoxiska lymfocyter, deras reglering och funktion vid hälsa och sjukdom."[5][7]